# Karl-Marx-Allee
Karl-Marx-Allee er en boulevard beliggende i det østlige Berlin, Tyskland. Den er en af byens hovedfærdselsårer og forbinder bydelene Mitte og Friedrichshain-Kreuzberg. Boulevarden strækker sig over ca. 2,5 km. fra Alexanderplatz i vest via Strausberger Platz til Frankfurter Tor i øst, hvorfra den fortsætter som Frankfurter Allee.
Navnet refererer til den tyske økonom og filosof Karl Marx. Alleen blev anlagt under DDR og hed først Große Frankfurter Straße, men omdøbtes af den sovjetiske besættelsesmagt den 21. december 1949 til Stalinallee i anledning af Stalins 70 års-fødselsdag. Den 13. november 1961 fik den sit nuværende navn.
Langs Karl-Marx-Allee blev der opført mange store etageejendomme i 1950'erne, der den dag i dag er repræsentanter for den særlige socialistiske nyklassicisme, og således er seværdige som et stilistisk eksempel på den statlinistiske epoke i Europa.
Gaden er mest kendt for sin rolle under folkeopstanden 17. juni 1953, hvor arbejderne på byggepladserne ved den daværende Stalinallee begyndte på de strejker, der senere udløste opstanden. Demonstrationerne bredte sig hurtigt over store dele af byen og til sidst til hele den sovjetiske besættelseszone.
U-Bahn-linjen U5 løber under Karl-Marx-Allee.
52°31′04″N 13°26′07″Ø / 52.51769°N 13.43525°Ø